# ミーミル (企業)
株式会社ミーミル (Mimir,Inc.)は、M&Aや新規事業のためのリサーチ支援を行う企業。株式会社ユーザベースのグループ会社。

## 沿革
- 2017年1月会社設立
- 2017年3月ユーザベースから第3者割当増資
- 2017年7月事業拡大及び人員の増加に伴いオフィスを移転（日本橋オフィス）

## 概要
業界分析や企業調査などの情報サービス、レポート作成、メディア、ターンアラウンドやPMIなど含めたプロジェクトのハンズオン支援などを提供。
社名は、北欧神話の知恵と知識の泉の番人である賢者の神「ミーミル」を由来としている。

## 主なサービス
- 事業開発・リサーチ支援
- M&A・投資分析・DD支援
- 海外進出・海外市場調査
- 研究・調査・メディア